# Fagraea berteroana
Fagraea berteroana är en gentianaväxtart som beskrevs av Asa Gray och George Bentham. Fagraea berteroana ingår i släktet Fagraea och familjen gentianaväxter.

## Underarter
Arten delas in i följande underarter:
- F. b. galilai
- F. b. kusaiana
- F. b. ladronica
- F. b. marquisensis
- F. b. pogas
- F. b. sair